# Dirk Fortuin
Dirk Marten Fortuin (* 14. Juli 1901 in Amsterdam; † 24. November 1986 in Bussum) war ein niederländischer Ruderer.

## Karriere
Dirk Fortuin wurde zusammen mit den Brüdern Jacob und Johannes Brandsma sowie Jean-Baptiste van Silfhout und Steuermann Louis Dekker 1924 Europameister im Vierer mit Steuermann. Bei den Olympischen Sommerspielen 1924 erreichte die gleiche Besatzung das Finale der Vierer mit Steuermann-Regatta, konnte das Rennen jedoch nicht beenden. Bei den Europameisterschaften 1927 gewann Dirk Fortuin mit Johannes Brandsma und Steuermann L. Janus die Bronzemedaille im Zweier mit Steuermann.